# Орлов, Вадим Иванович
Вадим Иванович Орлов (род. 17 июля 1953, Нижнеудинск, Иркутская область, РСФСР, СССР) — российский военачальник и государственный деятель, Депутат Государственной думы третьего созыва, генерал-майор, командир 104-й гвардейской воздушно-десантной дивизии (1993—1998) и первый командир 31-й гвардейской отдельной воздушно-десантной бригады (1998—2000).

## Детство и юность
Родился 17 июля 1953 года в городе Нижнеудинск. В 1970 году окончил среднюю школу.

## Образование
В 1974 году окончил Киевское высшее общевойсковое командное училище, в 1986 году — Военную академию имени М. В. Фрунзе, в 2001 году — Военную академию Генерального штаба Вооружённых Сил Российской Федерации, Российскую академию государственной службы.

## Военная служба
С 1974 года проходил службу в ВДВ на должностях от командира парашютно-десантного взвода до командира 104-й воздушно-десантной дивизии; командовал десантно-штурмовым батальоном в Афганистане (1982—1983), направлялся в «горячие точки»: Баку, Вильнюс, Абхазия, Карабах, Сумгаит, Дагестан, а также в Югославию; в Чечне командовал сводным полком, в 1994 году отказался штурмовать Грозный без письменного приказа и подавал рапорт об отставке, на время избрания в Государственную Думу РФ в 1999 году являлся командиром 31-й отдельной гвардейской воздушно-десантной бригады Ульяновского гарнизона; депутатом был избран по Ульяновскому одномандатному избирательному округу N 181.

## Политическая деятельность
17 декабря 1995 был избран депутатом Законодательного собрания Ульяновской области первого созыва.
19 декабря 1999 был избран депутатом Государственной Думы РФ третьего созыва. В Государственной Думе РФ в январе 2000 года вошел в депутатскую группу «Народный депутат». Заместитель председателя Комитета Государственной Думы по делам СНГ и связям с соотечественниками.
В 2011 году был выдвинут кандидатом в депутаты ГД РФ от партии «Правое дело».
В 2024 году являлся доверенным лицом кандидата в президенты России Владимира Путина.

## Награды и звания
РФ
- Орден «За заслуги перед Отечеством» IV степени с мечами.
- Орден Мужества
- Орден «За военные заслуги»
- Орден Почёта
- медали
- Почетный гражданин Ульяновска

СССР
- Орден Красного Знамени
- Орден Красной Звезды
- Орден «За службу Родине в Вооружённых Силах СССР» II степени
- Орден «За службу Родине в Вооружённых Силах СССР» III степени
- медали

РПЦ
- Орден святого благоверного князя Даниила Московского III степени (РПЦ)

### Признание
- В музее «Конспиративная квартира Симбирской группы РСДРП» — филиал Ульяновского областного краеведческого музея имени И. А. Гончарова(переулок Зелёный, 7. Ульяновск), есть раздел посвящённый Вадиму Ивановичу Орлову, его военная служба в Афганистане, в экспозиции есть его китель с орденами и стенд с местами службы.